# Grand Hotel w Sopocie

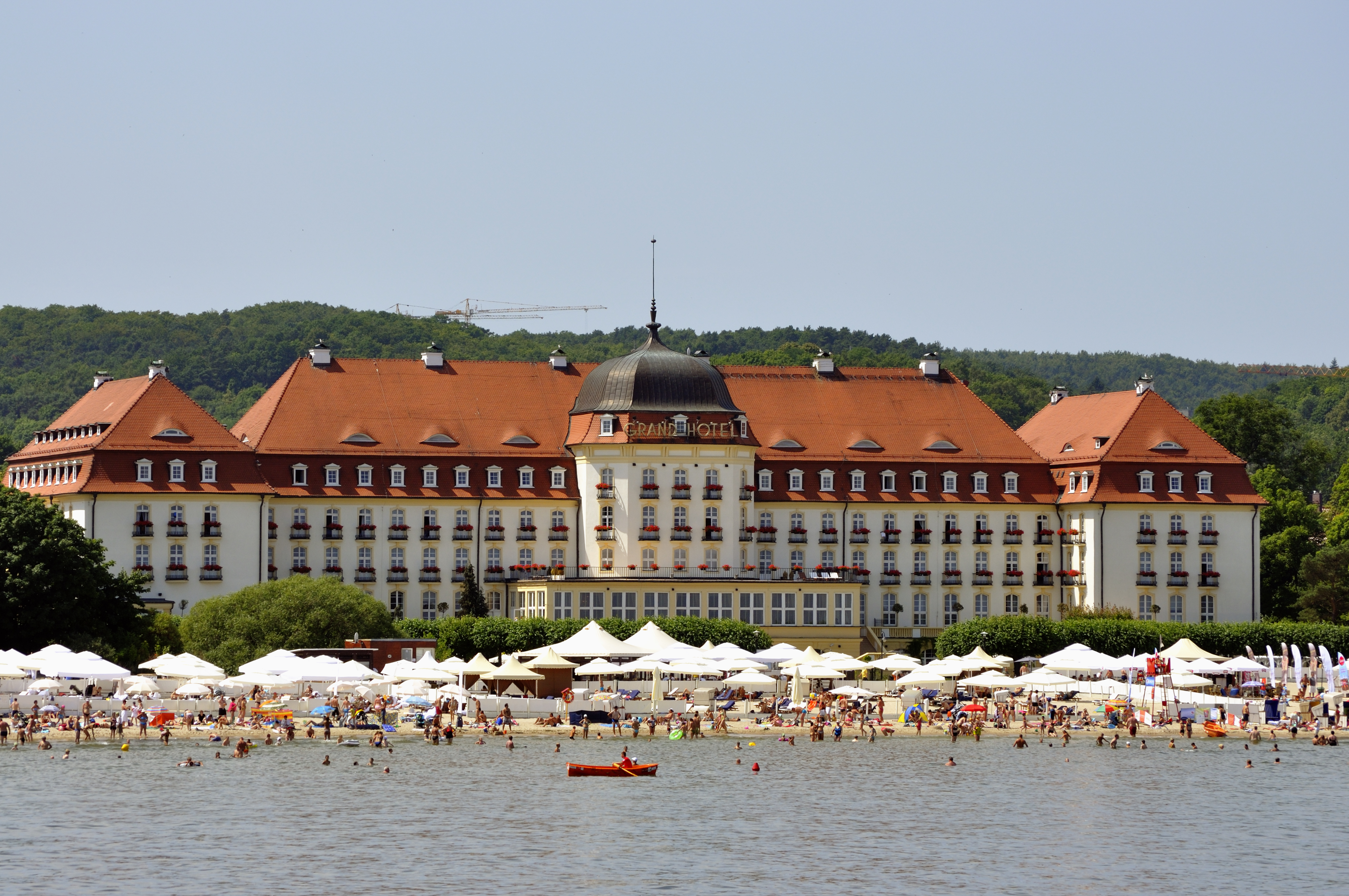
Sopocki Grand Hotel od strony morza

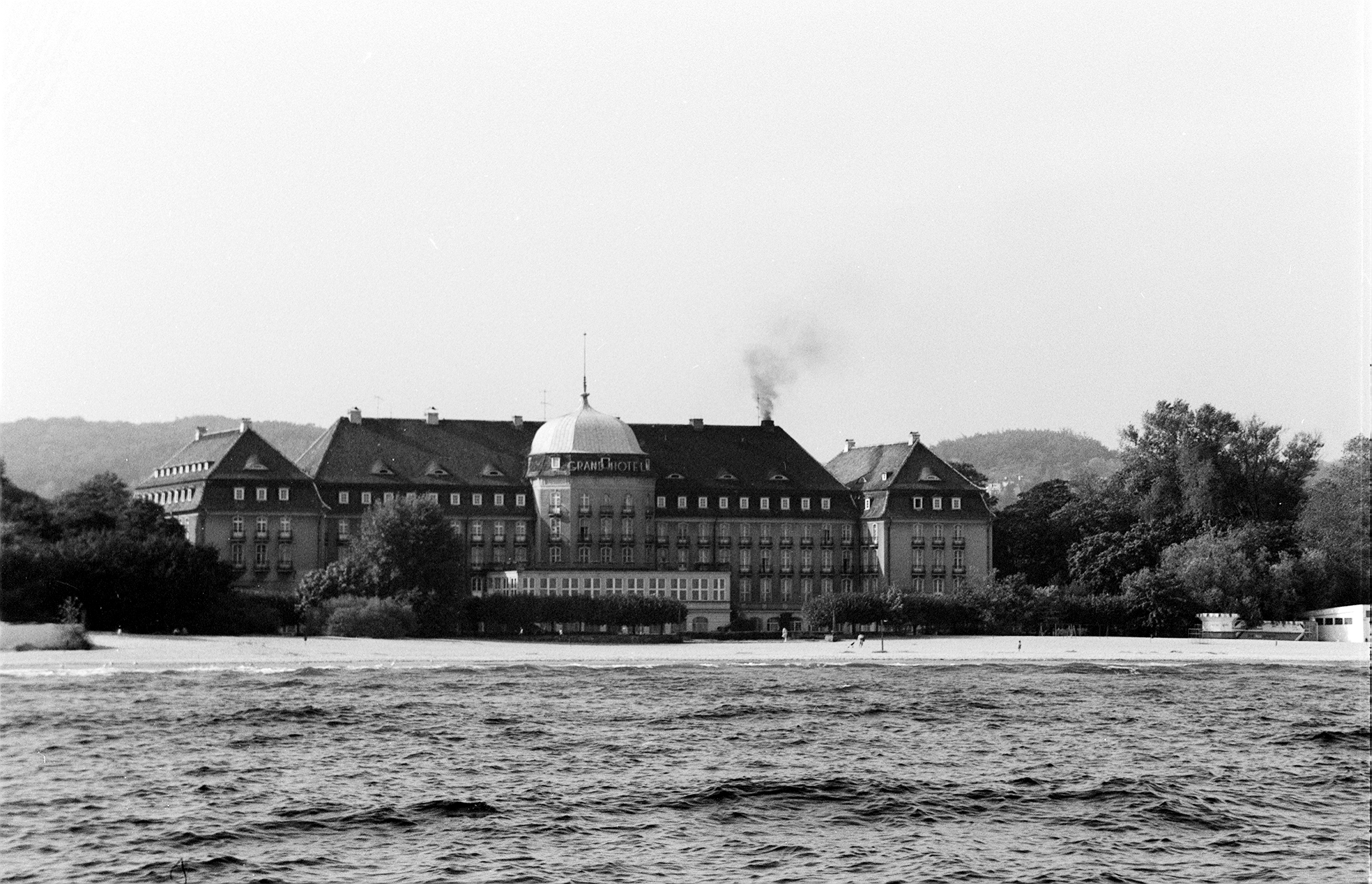
Sopocki Grand Hotel 1991 r.

Grand Hotel – pięciogwiazdkowy hotel w Sopocie, obecna nazwa „Sofitel Grand Sopot”.

## Dzieje do 1945
Zbudowany został w stylu secesyjnym lub neobarokowym w latach 1924–1927 kosztem około 20 mln guldenów gdańskich, z przeznaczeniem głównie dla gości pobliskiego kasyna gry (Spielklub Zoppot), stąd i nawiązująca do niego ówczesna nazwa obiektu – Kasino-Hotel. Gdy w kwietniu 1922 w „Zoppoter Zeitung” ogłoszono konkurs na projekt Kasino-Hotel, „Gazeta Gdańska” pisała:

Projektowany hotel winien być wystawiony w takiej formie, by przedstawiał coś w rodzaju tryptyku. Lewe jego skrzydło mieściłoby cele ze ścianami wybitymi filcem dla goszczenia wariatów, prawe skrzydło kryminał. Zamiast gazonu przed frontem hotelu należy od razu założyć cmentarz dla samobójców. Na froncie hotelu umieścić powinno się motto Dantego »Lasciate ogni speranza« (Porzućcie wszelką nadzieję).

Ufundowano pierwszą nagrodę w wysokości 80 tys. reichsmarek.
Ostatecznie projekt dwóch profesorów Królewskiej Wyższej Szkoły Technicznej w Gdańsku, architekta Otto Kloeppela oraz konstruktora Richarda Kohnkego, był powieleniem wybudowanego w 1911 Grand Hotelu w Szczawnie-Zdroju, przemianowanego kilka lat później na „Dwór Śląski” (Schlesischer Hof), aktualnie szpitala-sanatorium „Dom Zdrojowy”. Był to najdroższy, najbardziej luksusowy i wytworny hotel w Sopocie, jak i w całym Wolnym Mieście Gdańsku, m.in. wyposażony alternatywnie w wodociąg wody morskiej. Hotel uroczyście otwarto w 1927, choć był wykańczany sukcesywnie do II wojny światowej. Dla gości tańczących na zbudowanej w 1926 przed hotelem od strony morza „tańczącej podłogi” (Freiluft-Tanzdiele) przygrywały m.in. amerykański jazz band Ericha Borcharda, orkiestry – Ericha Bördela z państwowego radia w Królewcu oraz Arnolda Hildena z Mokka-Effi-Bar w Berlinie, wykonując takie ówczesne szlagiery: Bei mir bist du schoen, San Francisco, You Are My Lucky Star, September in the Rain, Wochenende und Sonnenschein, Kuss mich. Zaś o podniebienia dbali m.in. słynni cukiernicy z Karlovych Varów. W 1931 w hotelu od strony południowej oddano do użytku ekskluzywne kasyno gry (International Sporting-Club) według proj. prof. Emila Fahrenkampa z Düsseldorfu. W 1933 Kasino Hotel stał się tłem głośnego skandalu finansowego związanego z jego powstaniem – jego główna postać – dr Erich Laue, były długoletni burmistrz, a następnie nadburmistrz Sopotu (1919–1930). Podobnymi zarzutami objęto także prof. Richarda Kohnkego oraz radcę budowlanego Sopotu, również prof. Królewskiej Wyższej Szkoły Technicznej Eugena Doeincka. Cena wynajęcia pokoju w 1938 wynosiła 26,55 guldena, to jest równowartość tej samej kwoty w ówczesnych zł. W 1939 obiekt „wzbogacono” o 2 schrony.
Największa wygrana w historii sopockiego kasyna padła 30 lipca 1928 roku, kiedy pracownik warszawskich wodociągów, inżynier Gliński, obstawiając przypadkowe numery wygrał 2 miliony guldenów, czyli 3,5 miliona przedwojennych złotych (dla porównania: ogólnopolska zbiórka Funduszu Obrony Morskiej na budowę ORP Orzeł przyniosła 5 mln zł).

### Obiekt wielokrotnie zapisał się w historii
- po raz pierwszy na początku września 1939 kierował stąd walkami o Oksywie i Półwysep Helski generał lotn. Leonhard Kaupisch ze sztabem, z 1 Odcinka Straży Granicznej, wchodzącego w skład 4 Armii Grupy Armii „Północ” Wehrmachtu.
- w dniach 19–26 września 1939 hotel pełnił rolę Kwatery Głównej Adolfa Hitlera, który z Sopotu wyjeżdżał dwukrotnie (22 i 25) na przedpola broniącej się Warszawy; pociąg „Amerika” oczekiwał na niego w Godętowie pod Lęborkiem; towarzyszyli mu m.in. Martin Bormann, Wilhelm Keitel, Hans Lammers, Joachim von Ribbentrop oraz Erwin Rommel; sopockiej kwatery Führera strzegło m.in. dwustu funkcjonariuszy jednostki SS-Wachsturmbann „Eimann”.
- Adolf Hitler w trakcie pobytu w hotelu 20 lub 21 września 1939 w piśmie (na osobistym papierze listowym) adresowanym do naczelnego lekarza Rzeszy, wydał rozkaz pozwalający na mordowanie psychicznie chorych:

Niniejszym udziela się Reichleiterowi [Philippowi] Bouhlerowi oraz doktorowi nauk medycznych [Karlowi] Brandtowi wszelkich pełnomocnictw w zakresie zwiększania uprawnień określonych lekarzy, po to, by ci ostatni mogli zadawać pacjentom, którzy wedle wszelkich ludzkich kryteriów są nieuleczalnie chorzy, miłosierną śmierć po najbardziej wnikliwym orzeczeniu lekarskim dotyczącym stanu ich zdrowia.

Pismo było antydatowane na dzień 1 września 1939.
- o pobycie Hitlera w hotelu wiedział adm. Józef Unrug, jednak nie zgodził się na ostrzelanie budynku z dział baterii Laskowskiego na Helu. Być może zmieniłby losy świata[4].
- od 28 września 1939 przebywał w nim Hermann Göring.
- 1 października 1939 przed kontradmirałem Hubertem von Schmundtem podpisali akt kapitulacji załogi Helu komandor Marian Majewski i kpt. Antoni Kasztelan.

W okresie od jesieni 1944–1945 mieścił się w nim Wojskowy Szpital Ewakuacyjny.

## Dzieje po 1945
- Po raz drugi hotel przeszedł do historii, kiedy od chwili zdobycia Sopotu 23 marca 1945 hotel pełnił rolę siedziby sztabów 49 i 70 armii wchodzących w skład 2 Frontu Białoruskiego Armii Czerwonej, jak i samego II Frontu. Jednocześnie anegdota z tamtych czasów mówi o wkroczeniu do miasta Sowietów, którzy niszczyli wszystko, co napotkali po drodze, a co kojarzyło się z hitlerowcami lub kapitalizmem; runąć miał między innymi Grand Hotel, ale podobno udało się go ocalić za butelkę wódki.
- Dość szybko (w marcu lub kwietniu 1945) został przekazany polskim władzom wojskowym, które siłami firmy K. Rudzki i S-ka z Warszawy dokonały usunięcia zniszczeń wojennych (pod kierunkiem Wacława Przerwy), umieściły w nim przeniesiony z Lublina Szpital Ewakuacyjny nr 62 (kmdt ppłk Trawińska)[5], a następnie lokalne dowództwo wojskowe.
- W 1946 na prośbę Antoniego Turka, prezydenta Sopotu, obiekt decyzją marszałka Michała Roli-Żymierskiego został przekazany władzom miasta.

Po II wojnie światowej hotelem zarządzały kolejno:
- 1946–1951 – spółka Gdynia–Ameryka Linie Żeglugowe SA, która zmieniła obiektowi nazwę na Grand Hotel[6]
- 1951–1954 – Polskie Linie Oceaniczne P.P.
- od 1954 do chwili obecnej – Orbis SA

Otwarcia obiektu dokonano 27 lipca 1946. Pierwszym dyrektorem po wojnie był Wojciech Napierała, były pikolak w berlińskim hotelu „Bristol”, właściciel gdańskich restauracji „Ermitage” (1921–1922), „Varsovie” (nazywana też „Warszawianką”) (1921–1922) i „Elite” (1928), sopockiej kawiarni „Elite”, dyrektor sopockiego Hotelu Centralnego (20.), kierownik ds. gastronomicznych warszawskiego hotelu „Bristol” (od początku lat 30.).
W latach 1946–1948 hotel przejściowo m.in. pełnił rolę "Domu Marynarza" załóg GAL-u, wyposażonego w sprzęt i umeblowanie przez załogę m/s „Sobieski”, w czasie gdy statek w 1946 był przebudowywany w Gdańsku z wojskowego transportowca na statek pasażerski.
W 1947 w hotelu, w pok. 110 rezydował konsul Holandii, oraz mieściła się Agencja Konsularna Szwajcarii (1947–1949).
W tymże samym roku w hotelu pracował w charakterze portiera znany później radiowy komentator sportowy Bohdan Tomaszewski. M.in. relacjonował:
„Z Warszawy, Krakowa ściągały tu niedobitki inteligencji i arystokracji, bo to był kawałek przedwojennego świata. Dziwny czas. Na kresach resztki patriotów straceńców jeszcze rozpaczliwie się biją i giną, a tu resztka elity rozpaczliwie próbuje nawiązać kontakt z przeszłością”.
W 1948 w Grand Hotelu wybuchł pożar.
Gościły w nim setki znakomitych postaci: mężów stanu (monarchów, prezydentów, premierów, polityków) oraz gwiazd estrady i filmu. Wielokrotnie sam „zagrał” w wielu filmach m.in.

- 2. odcinek pt. „Hotel Excelsior” serialu Stawka większa niż życie (1968),
- serial Podróż za jeden uśmiech (1971),
- Wniebowzięci (1973),
- odcinek „Major opóźnia akcję” serialu 07 zgłoś się (1976),
- Medium (1985),
- Dziewczynka z hotelu Excelsior (1988),
- Konsul (1989),
- Co lubią tygrysy (1989),
- Penelopy (1989),
- odcinek pt. „Kuzynka, czyli powrót do źródeł” serialu Czterdziestolatek. 20 lat później (1993),
- Sztos (1997),
- Córy szczęścia (1999),
- Reich (2000),
- Tylko mnie kochaj (2006),
- Ile waży koń trojański? (2008),
- To nie tak, jak myślisz, kotku (2008),
- Moje miejsce (1986), film dok. o Grand Hotelu.

Po II wojnie światowej (do około lat 60.) hotel kontynuował tradycję estradową „tańczącej podłogi”, której gościom przygrywała m.in. orkiestra dixielandowa Leopolda Hermanna. W latach 60. hotel pełnił rolę zimowej siedziby kultowego klubu „Non Stop”. Od 1961 retransmitowano z Grand Hotelu lokalną radiową audycję muzyczną „Podwieczorek na fali 230”, wzorowaną na „Podwieczorku przy mikrofonie”. W 1965 oficjalnie zadebiutował w nim zespół „Czerwone Gitary”. Dnia 18 lipca 1970 w Sali Turystycznej hotelu uruchomiono pierwszą w Polsce dyskotekę – „Musicoramę”, prowadzoną przez Franciszka Walickiego, Marka Gaszyńskiego, Witolda Pogranicznego, Piotra Kaczkowskiego, Jacka Bromskiego i Dariusza Michalskiego. Od 1965 przez wiele lat hotel pełnił też rolę zaplecza hotelowo-restauracyjnego dla Międzynarodowego Festiwalu Piosenki. W dniach 11–16 września 1966 hotel był miejscem 16. Konferencji Pugwash pt. „Rozbrojenie i światowe bezpieczeństwo, głównie w Europie” (Disarmament and World Security, Especially in Europe), która, jak dotychczas, zgromadziła w Polsce największą liczbę laureatów nagrody Nobla. W hotelu wielokrotnie organizowano też koncerty muzyki klasycznej, w których wzięli udział m.in. Jan Ekiert, Zygmunt Drzewiecki, Wanda Wiłkomirska oraz Maria Fołtyn.
Przez cały okres działalności hotel pozostawał w sferze zainteresowań służb specjalnych, w okresie powojennym – Służby Bezpieczeństwa. Apogeum jej działań przypadało w czasie organizacji festiwali piosenki. Dyrektorem hotelu długo był Mieczysław Cenckiewicz, mjr SB na tzw. etacie „N”, czyli niejawnym.
W nocy 13 grudnia 1981 był terenem operacji pod kryptonimem „Mewa” Służby Bezpieczeństwa i Milicji Obywatelskiej pod dowództwem płk Sylwestra Paszkiewicza i mjr Zdzisława Sobańskiego, w ramach której w hotelu zatrzymano dużą grupę działaczy (według różnych źródeł – 37 lub 52 osoby) NSZZ „Solidarność”, m.in. Krzysztofa Czabańskiego, Lecha Dymarskiego, Jacka Kuronia, Tadeusza Mazowieckiego, Karola Modzelewskiego, Jana Rulewskiego, Jana Strzeleckiego i Krzysztofa Wyszkowskiego. Zatrzymania uniknęli, nie wracając do hotelu m.in. Zbigniew Bujak i Władysław Frasyniuk. W akcji wzięło udział minimum 948 funkcjonariuszy m.in. ze szkół milicyjnych w Słupsku oraz Szczytnie. Podobną akcję przeprowadzono w gdańskim hotelu Monopol.
W 1990 w hotelu uruchomiono kasyno, trzecie w Polsce po Warszawie i Krakowie. W 2006 przeprowadzono modernizację hotelu, sklasyfikowano go wśród obiektów o najwyższym standardzie w kraju (*****Palace), dysponujących m.in. biblioteką. Obecnie hotel występuje pod marką Sofitel, sieci należącej do francuskiej grupy hotelarskiej Accor. Jest to najbardziej prestiżowy hotel w całym Trójmieście, obok mola i Opery Leśnej rozpoznawalny obiekt Sopotu.
Do sopockiego Grand Hotelu nawiązuje wybudowany w obwodzie królewieckim w Swietłogorsku (dawne Rauschen) w 2005 luksusowy „Grand Palace Hotel”*****.

## Najbardziej znani goście hotelu
- Alfons XIII, b. król Hiszpanii, w lecie 1931
- Nina Andrycz, polska aktorka teatralna, filmowa i telewizyjna, recytatorka oraz poetka i pisarka, wielokrotna bywalczyni części gastronomicznej hotelu
- Charles Aznavour, piosenkarz francuski, w 1984
- Erich von dem Bach-Zelewski, generał SS, inicjator utworzenia obozu Auschwitz-Birkenau, nadzorował budowę umocnień nadbrzeżnych, dowódca Korpsgruppe von dem Bach uczestniczącej w tłumieniu powstania warszawskiego w 1944, od połowy 1944 do sierpnia 1944
- Josephine Baker, piosenkarka i tancerka francuska
- Martin Bormann, działacz nazistowski, pierwszy zastępca Adolfa Hitlera, nadkomisarz (niem. Reichsleiter), generał SS, we wrześniu 1939, w pok. 334
- Fidel Castro, prezydent i premier Kuby, pierwszy sekretarz Komunistycznej Partii Kuby i przywódca rewolucji kubańskiej, podobno trzykrotnie, m.in. 9 czerwca 1972, w pok. 226
- Józef Cyrankiewicz, wielokrotny premier RP i PRL, wielokrotny bywalec części gastronomicznej hotelu
- Marlene Dietrich, urodzona w Niemczech aktorka i piosenkarka, w 1966
- Irena Dziedzic, polska dziennikarka i prezenterka telewizyjna, twórczyni pierwszego polskiego talk-show Tele-Echo, wielokrotnie
- Greta Garbo, aktorka, w kwietniu 1932
- Charles de Gaulle, generał i prezydent Francji, we wrześniu 1967, w pok. 226
- Joseph Goebbels, minister propagandy Niemiec, w czerwcu 1939
- Hermann Göring, działacz nazistowski, feldmarszałek (Feldmarschall) Luftwaffe, marszałek Rzeszy III Rzeszy (niem. Reichsmarschall), minister spraw wewnętrznych Niemiec, dowódca Luftwaffe, premier Prus, twórca Gestapo, od 28 września 1939, w pok. 226
- Karel Gott, piosenkarz czeski, w 1964 i 2006
- Heinrich Himmler, współorganizator i szef kolejno: SS, Gestapo i policji politycznej, we wrześniu 1939
- Adolf Hitler, führer i kanclerz Rzeszy, przywódca Narodowo-Socjalistycznej Niemieckiej Partii Robotników (NSDAP), 14 (bez noclegu?), 19–26[24] września 1939 w pok. 251, 252, 253
- Wilhelm Keitel, niemiecki feldmarszałek (Feldmarschall), szef Naczelnego Dowództwa Wehrmachtu, we wrześniu 1939
- Jan Kiepura, polski śpiewak (tenor), aktor, w 1958
- Henry Kissinger, amerykański polityk i dyplomata, profesor, doradca ds. bezpieczeństwa narodowego, sekretarz stanu w administracji Richarda Nixona i Geralda Forda, w dniach 11–16 września 1966
- Krzysztof Krawczyk, piosenkarz polski, w pok. 226
- Lucjan Kydryński, legendarny konferansjer, publicysta, wielokrotnie
- Hans Lammers, szef Kancelarii III Rzeszy, 19–26 września 1939
- Annie Lennox, piosenkarka szkocka, w 1995
- Czesław Miłosz, polski prawnik i dyplomata, poeta, prozaik, eseista, historyk literatury, tłumacz, laureat Nagrody Nobla w dziedzinie literatury (1980), profesor Uniwersytetu Kalifornijskiego w Berkeley i Uniwersytetu Harvarda
- Ignacy Mościcki, prezydent Polski
- Sławomir Mrożek, polski dramatopisarz, prozaik oraz rysownik, w 1956
- Agnieszka Osiecka, kompozytorka tekstów piosenek, poetka, wielokrotnie (ostatnio w 1997), napisała kilka piosenek z odniesieniami do Sopockiego Grand Hotelu, np. „Sopockie bolero”
- Mohammad Reza Pahlawi, szach Iranu, w 1977, w pok. 226
- Jerzy Połomski, piosenkarz polski, w 1961
- Halina Poświatowska, poetka, w sierpniu 1965
- Władimir Putin, premier Rosji, 31 sierpnia do 1 września 2009, mieszkał w apartamencie składającym się z trzech pokoi: 222, 223, 224, a nie jak podają media w pokoju 226
- Joachim von Ribbentrop, działacz nazistowski, minister spraw zagranicznych III Rzeszy, we wrześniu 1939
- Leni Riefenstahl, niemiecka reżyserka filmowa, we wrześniu 1939
- Maryla Rodowicz, piosenkarka
- Erwin Johannes Eugen Rommel, komendant Kwatery Głównej Hitlera (Der Kommandant Führerhauptquartier), późniejszy feldmarszałek (Feldmarschall), 19–26 września 1939
- Demis Roussos, piosenkarz grecki, w 1979 i 2006, w pok. 226
- Sabrina w 2008
- Sandra w 2008
- Shakin’ Stevens w 2008
- Shakira, piosenkarka, w 2012
- Omar Sharif, urodzony w Egipcie aktor
- Helena Vondráčková, piosenkarka czeska, w 1977 i 2006
- The Weeknd, kanadyjski wykonawca muzyki gatunku R&B, w czerwcu 2017
- Jack White, amerykański muzyk, w lipcu 2014
- Zbigniew Wodecki, muzyk, piosenkarz
- Zespół Boney M., w 1979
- Zespół Kajagoogoo, w 2008

## Dyrektorzy
- 1927 – Paul A. Jeromin[10]
- 1932 – Willy Kuschel[10]
- 1946 – Wojciech Napierała
- 1957 – Stanisław Dąbrowa-Laskowski[25]
- 1981 – Mieczysław Cenckiewicz
- 1997–2004 – Witold Dąbrowski[26]
- 2004 – do teraz - Joanna Kaszubowska